# III liga polska w piłce nożnej, grupa małopolsko-świętokrzyska (2012/2013)
III liga, grupa małopolsko-świętokrzyska, sezon 2012/2013 – 5. edycja rozgrywek czwartego poziomu ligowego piłki nożnej mężczyzn w Polsce po reorganizacji lig w 2008 roku. Bierze w niej udział 16 drużyn z województwa małopolskiego i województwa świętokrzyskiego. Walczą one o miejsce premiowane awansem do grupy wschodniej II ligi. Ostatnie zespoły spadają odpowiednio do grup: świętokrzyskiej, małopolskiej (wschód) i małopolskiej (zachód) IV ligi. Opiekunem ligi w sezonie 2012/2013 jest Świętokrzyski Związek Piłki Nożnej. 
Sezon ligowy rozpoczął się w 11 sierpnia 2012 roku, a ostatnie mecze rozegrane zostaną w czerwcu 2013 roku.

## Zasady rozgrywek
Zmagania w lidze toczą się systemem kołowym w dwóch rundach – jesiennej i wiosennej. Każda z drużyn rozgrywa z pozostałymi po 2 mecze. Zwycięzca otrzymuje automatyczny awans do II ligi (grupa wschodnia). Do ligi awansuje mistrz i wicemistrz IV ligi z grupy świętokrzyskiej oraz mistrz IV ligi z grupy małopolskiej wschód i mistrz IV ligi z grupy małopolskiej zachód. Drużyny, które po zakończeniu rozgrywek zajmą w tabeli odpowiednio 14, 15 i 16 miejsce, spadają do właściwej terytorialnie IV ligi i będą w kolejnym sezonie występować w IV lidze. Liczba drużyn spadających z III ligi ulega zwiększeniu o liczbę drużyn, które spadną z II ligi zgodnie z przynależnością terytorialną do Małopolskiego lub Świętokrzyskiego ZPN.
Drużyna, które zrezygnuje z uczestnictwa w rozgrywkach, degradowana jest o 2 klasy rozgrywkowe i przenoszona na ostatnie miejsce w tabeli (jeśli rozegrała przynajmniej 50% spotkań sezonu; wtedy mecze nierozegrane weryfikowane są jako walkowery 0:3 na niekorzyść drużyny wycofanej) lub jej wyniki zostają anulowane. Z rozgrywek eliminowana – i również degradowana o 2 klasy rozgrywkowe – jest drużyna, która nie rozegra z własnej winy 3 spotkań sezonu.
Kolejność w tabeli ustala się według liczby zdobytych punktów. W przypadku uzyskania równej liczby punktów przez dwie drużyny, o zajętym miejscu decydują:
a) liczba zdobytych punktów w spotkaniach bezpośrednich,
b) korzystniejsza różnica między zdobytymi i utraconymi bramkami w spotkaniach bezpośrednich,
c) przy uwzględnieniu reguły UEFA, że bramki strzelone na wyjeździe liczone są podwójnie, korzystniejsza różnica między zdobytymi i utraconymi bramkami w spotkaniach bezpośrednich,
d) korzystniejsza różnica bramek we wszystkich spotkaniach z całego cyklu rozgrywek,
e) większa liczba bramek zdobytych we wszystkich spotkaniach z całego cyklu.
W przypadku, gdy dwoma zespołami o jednakowej liczbie punktów są zespoły, których kolejność decyduje o awansie lub spadku, stosuje się wyłącznie zasady określone w punktach a, b i c, a jeżeli one nie rozstrzygną kolejności, zarządza się spotkanie barażowe na neutralnym boisku, wyznaczonym przez Wydział Gier PZPN.
Przy więcej niż dwóch zespołach przeprowadza się dodatkową punktację pomocniczą spotkań wyłącznie między zainteresowanymi drużynami, kierując się kolejno zasadami podanymi w punktach a, b, c, d oraz e.
| Uczestnicy poprzedniej edycji                                                                                 | Uczestnicy poprzedniej edycji | Uczestnicy poprzedniej edycji | Uczestnicy poprzedniej edycji |
| --- | ----------------------------- | ----------------------------- | ----------------------------- |
| PMU | Poprad Muszyna                | 2                             |                               |
| LIM | Limanovia Limanowa            | 3                             |                               |
| GSK | Granat Skarżysko-Kamienna     | 4                             |                               |
| PRZ | Przebój Wolbrom               | 5                             |                               |
| JUV | Juventa Starachowice          | 6                             |                               |
| SNW | Szreniawa Nowy Wiśnicz        | 7                             |                               |
| LIB | Janina Libiąż                 | 8                             |                               |
| DAL | Dalin Myślenice               | 9                             |                               |
| WMA | Wierna Małogoszcz             | 10                            |                               |
| BES | Beskid Andrychów              | 11                            |                               |
| ŁYS | Łysica Bodzentyn              | 12                            |                               |
| MAN | Lubań Maniowy                 | 13                            |                               |
| Awans z IV ligi 2011/2012                                                                                     |                               |                               |                               |
| grupa małopolska wschodnia                                                                                    |                               |                               |                               |
| BOC | Bocheński KS                  | 1                             |                               |
| grupa małopolska zachodnia                                                                                    |                               |                               |                               |
| HUT | Hutnik Nowa Huta              | 1                             |                               |
| grupa świętokrzyska                                                                                           |                               |                               |                               |
| WSA | Wisła Sandomierz              | 1                             |                               |
| CPŁ | Czarni Połaniec               | 2                             |                               |
| Oznaczenia: - kolumna pierwsza – skróty nazw drużyn, - kolumna trzecia – miejsce zajęte w poprzednim sezonie. |                               |                               |                               |

Objaśnienia

## Tabela
| Lp. | Drużyna                    | M  | Z  | R  | P  | Bramki | Bramki | Różn. | Pkt | Uwagi             | Bezpośrednio |
| --- | -------------------------- | -- | -- | -- | -- | ------ | ------ | ----- | --- | ----------------- | ------------ |
| 1   | Limanovia Limanowa (M) (A) | 30 | 19 | 8  | 3  | 67     | 26     | +41   | 65  | Awans do II ligi  |              |
| 2   | Łysica Bodzentyn           | 30 | 17 | 10 | 3  | 47     | 25     | +22   | 61  |                   |              |
| 3   | Granat Skarżysko-Kamienna  | 30 | 17 | 8  | 5  | 64     | 25     | +39   | 59  |                   |              |
| 4   | Poprad Muszyna             | 30 | 16 | 6  | 8  | 37     | 25     | +12   | 54  |                   |              |
| 5   | Hutnik Nowa Huta           | 30 | 15 | 3  | 12 | 73     | 37     | +36   | 48  |                   |              |
| 6   | Wisła Sandomierz           | 30 | 12 | 11 | 7  | 53     | 39     | +14   | 47  |                   |              |
| 7   | Przebój Wolbrom            | 30 | 13 | 7  | 10 | 48     | 41     | +7    | 46  |                   |              |
| 8   | Beskid Andrychów           | 30 | 12 | 8  | 10 | 42     | 34     | +8    | 44  |                   |              |
| 9   | Wierna Małogoszcz          | 30 | 10 | 10 | 10 | 29     | 34     | −5    | 40  |                   |              |
| 10  | Juventa Starachowice       | 30 | 9  | 9  | 12 | 26     | 42     | −16   | 36  |                   |              |
| 11  | Bocheński KS               | 30 | 8  | 10 | 12 | 34     | 41     | −7    | 34  |                   |              |
| 12  | Dalin Myślenice            | 30 | 8  | 7  | 15 | 21     | 47     | −26   | 31  |                   |              |
| 13  | Janina Libiąż              | 30 | 7  | 7  | 16 | 30     | 47     | −17   | 28  |                   |              |
| 14  | Lubań Maniowy (S)          | 30 | 8  | 3  | 19 | 36     | 64     | −28   | 27  | Spadek do IV ligi |              |
| 15  | Czarni Połaniec (S)        | 30 | 5  | 9  | 16 | 29     | 61     | −32   | 24  | Spadek do IV ligi |              |
| 16  | Szreniawa Nowy Wiśnicz (S) | 30 | 3  | 6  | 21 | 24     | 72     | −48   | 15  | Spadek do IV ligi |              |

## Wyniki
| Gospodarz \ Gość          | BES | BOC | CPŁ | DAL | GSK | HUT | LIB | JUV | LIM | MAN | ŁYS | PMU | PRZ | SNW   | WMA | WSA |
| Beskid Andrychów          |     | 3:0 | 4:1 | 2:0 | 0:0 | 0:1 | 0:0 | 1:0 | 1:3 | 1:3 | 1:1 | 4:0 | 1:0 | 3:1   | 0:1 | 1:1 |
| Bocheński KS              | 0:0 |     | 2:1 | 0:0 | 1:0 | 1:3 | 4:0 | 1:3 | 0:0 | 0:1 | 3:3 | 1:1 | 2:4 | 2:0   | 2:0 | 3:2 |
| Czarni Połaniec           | 0:1 | 2:5 |     | 5:1 | 1:2 | 1:5 | 1:1 | 2:0 | 0:4 | 0:0 | 0:1 | 0:0 | 0:5 | 2:1   | 0:0 | 1:3 |
| Dalin Myślenice           | 2:1 | 2:0 | 1:0 |     | 0:0 | 1:3 | 1:1 | 1:3 | 0:3 | 1:0 | 1:2 | 0:1 | 0:1 | 1:0   | 0:0 | 1:1 |
| Granat Skarżysko-Kamienna | 3:1 | 2:0 | 2:2 | 2:0 |     | 3:0 | 7:2 | 2:0 | 1:1 | 2:1 | 2:3 | 0:2 | 0:0 | 8:1   | 3:0 | 2:2 |
| Hutnik Nowa Huta          | 1:2 | 1:1 | 9:1 | 4:0 | 3:2 |     | 0:2 | 0:0 | 0:1 | 3:1 | 3:4 | 3:0 | 1:2 | 8:0   | 5:1 | 1:2 |
| Janina Libiąż             | 1:3 | 0:0 | 2:1 | 1:2 | 0:2 | 1:0 |     | 3:0 | 2:3 | 2:4 | 0:2 | 0:1 | 2:0 | 3:3   | 5:0 | 1:0 |
| Juventa Starachowice      | 2:1 | 1:1 | 1:1 | 0:1 | 0:4 | 2:1 | 2:0 |     | 1:4 | 2:1 | 0:0 | 0:2 | 1:1 | 1:1   | 0:0 | 1:1 |
| Limanovia Limanowa        | 4:1 | 0:1 | 4:1 | 3:0 | 1:2 | 3:2 | 0:0 | 2:0 |     | 6:0 | 1:0 | 0:2 | 2:1 | 3:2   | 1:1 | 3:3 |
| Lubań Maniowy             | 0:3 | 2:1 | 1:2 | 2:2 | 2:3 | 1:5 | 1:0 | 0:1 | 0:3 |     | 1:2 | 2:1 | 2:5 | 0:0   | 0:2 | 4:3 |
| Łysica Bodzentyn          | 2:1 | 1:0 | 0:0 | 1:0 | 0:0 | 0:0 | 1:0 | 5:0 | 2:2 | 2:1 |     | 0:0 | 3:1 | 2:0   | 0:1 | 3:3 |
| Poprad Muszyna            | 1:1 | 2:0 | 2:1 | 3:0 | 1:0 | 2:0 | 2:0 | 2:0 | 1:2 | 2:1 | 1:2 |     | 0:4 | 2:0   | 3:1 | 0:0 |
| Przebój Wolbrom           | 1:1 | 1:0 | 3:1 | 4:0 | 0:1 | 0:4 | 4:0 | 0:2 | 0:3 | 3:1 | 1:1 | 0:0 |     | 1:0   | 1:1 | 2:2 |
| Szreniawa Nowy Wiśnicz    | 2:2 | 1:1 | 0:1 | 1:2 | 1:7 | 0:2 | 1:1 | 3:1 | 0:3 | 1:3 | 0:2 | 1:0 | 4:0 |       | 0:2 | 0:3 |
| Wierna Małogoszcz         | 0:1 | 1:1 | 1:1 | 0:0 | 0:2 | 2:1 | 1:0 | 1:1 | 1:1 | 3:0 | 2:0 | 2:1 | 1:2 | 3:0wo |     | 1:2 |
| Wisła Sandomierz          | 3:1 | 4:1 | 0:0 | 3:1 | 0:0 | 1:4 | 1:0 | 0:1 | 1:1 | 3:1 | 0:2 | 0:2 | 5:1 | 3:0wo | 1:0 |     |

Źródło: 
Objaśnienia:
1Drużyna gospodarzy jest wymieniona po lewej stronie tabeli.
Kolory: zielony – zwycięstwo gospodarzy, żółty – remis, różowy – zwycięstwo gości.
Mistrz jesieni 2012/2013: Limanovia Limanowa
Awans do II ligi: Limanovia Limanowa
Spadek do IV ligi: Lubań Maniowy, Czarni Połaniec, Szreniawa Nowy Wiśnicz